# Corvus

Corvus este un gen de păsări de dimensiuni medii până la mari din familia Corvidae. Include specii cunoscute în mod obișnuit ca ciori și corbi. Speciile întâlnite în mod obișnuit în Europa sunt cioara neagră, cioara grivă, corbul comun și cioara de semănătură. Numele genului este latinescul pentru „corb”. Genul cuprinde cca. 42 de specii, păsările de talie mai mare fiind numiți corbi, iar cele mai mici ciori. 
Cercetări recente au descoperit unele specii de corbi capabile nu numai să folosească unelte, ci și să construiască unelte. Corbii sunt considerate a fi printre cele mai inteligente animale din lume, cu un coeficient de encefalizare egal cu cel al multor primate non-umane.

## Istoria evoluției
Se crede că membrii genului Corvus au evoluat în Asia Centrală și s-au răspândit de acolo în Europa, America de Nord, Africa și Australia. Centrul diversității genului Corvus se află în Melanezia, Wallacea, insula Noua Guinee și insulele din jur, cu numeroase specii endemice pe insulele din zonă; alte zone cu un număr mare de specii de corbi includ Asia de Sud și de Sud-Est, Africa de Est și Australia. O densitate ridicată de specii endemice este prezentă și în Mexic și Caraibe.
Diversificarea genului Corvus a corespuns cu o expansiune geografică rapidă. Radiația genului a dus la o expansiune rapidă a diversității morfologice și la rate rapide de speciație, în special la începutul radiației genului, acum aproximativ 10 milioane de ani.
Rămășițe fosile sunt destul de dense în Europa, dar relațiile dintre majoritatea speciilor preistorice nu sunt clare. Fosilele de ciori din Pleistocenul timpuriu, nedeterminate la nivel de specie, sunt cunoscute din Bazinul Nihewan din China.
Genul a fost descris inițial de Carl Linnaeus în a 10-a ediție din 1758 a Systema Naturae. Numele este derivat din latinescul corvus, care înseamnă „corb”. Specia tip este corbul comun (Corvus corax); alte specii numite de Linnaeus în aceeași lucrare includ Corvus corone, Corvus cornix, Corvus frugilegus și două specii care au fost mutate ulterior în alte genuri, Coloeus monedula și coțofana eurasiatică (Pica pica). În prezent, cel puțin 42 de specii existente sunt considerate membre ale genului Corvus, iar cel puțin 14 specii dispărute au fost descrise.
Corvidele se găsesc în marile orașe din întreaga lume, iar începând cu anii 1900 a avut loc o creștere majoră a numărului de ciori în mediul urban. Documentele istorice sugerează că populația de ciori americane din America de Nord a crescut constant de la introducerea colonizării europene și s-a răspândit de la est la vest odată cu deschiderea frontierelor. În anii 1900, ciorile erau puțin frecvente în nord-vestul Pacificului, cu excepția habitatelor riverane. Populațiile din vest au crescut substanțial de la sfârșitul anilor 1800 până la mijlocul anilor 1900. Ciorile și corbii s-au răspândit odată cu agricultura și urbanizarea în partea de vest a Americii de Nord.

## Specii
- Corvus albicollis – corb cu gât alb
- Corvus albus – corb cu burtă albă
- Corvus bennetti
- Corvus boreus – corb de pădure
- Corvus brachyrhynchos – cioară americană
- Corvus capensis
- Corvus caurinus
- Corvus corax – corb
- Corvus cornix – cioară grivă
- Corvus corone – cioară neagră
- Corvus coronoides – corb australian
- Corvus crassirostris – corb cu cioc gros
- Corvus cryptoleucus – corbul Chihuahuan
- Corvus culminatus – corb indian
- Corvus dauuricus
- Corvus enca – cioară cu cioc subțire
- Corvus florensis
- Corvus frugilegus – cioară de semănătură
- Corvus fuscicapillus – cioară cu cap maro
- Corvus hawaiiensis – corb hawaiian
- Corvus imparatus
- Corvus jamaicensis – corb jamaican
- Corvus kubaryi
- Corvus leucognaphalus
- Corvus levaillantii
- Corvus macrorhynchos – cioară cu cioc mare
- Corvus meeki
- Corvus mellori
- Corvus monedula – stăncuță
- Corvus moneduloides
- Corvus nasicus – cioară cubaneză
- Corvus newtoni
- Corvus orru
- Corvus ossifragus
- Corvus palmarum
- Corvus rhipidurus – corb cu coadă scurtă
- Corvus ruficollis – corb cu gât maroniu
- Corvus sinaloae
- Corvus splendens – cioară indiană cu gât sur
- Corvus tasmanicus
- Corvus torquatus – cioară gulerată
- Corvus tristis
- Corvus typicus
- Corvus unicolor
- Corvus validus
- Corvus woodfordi

## Galerie

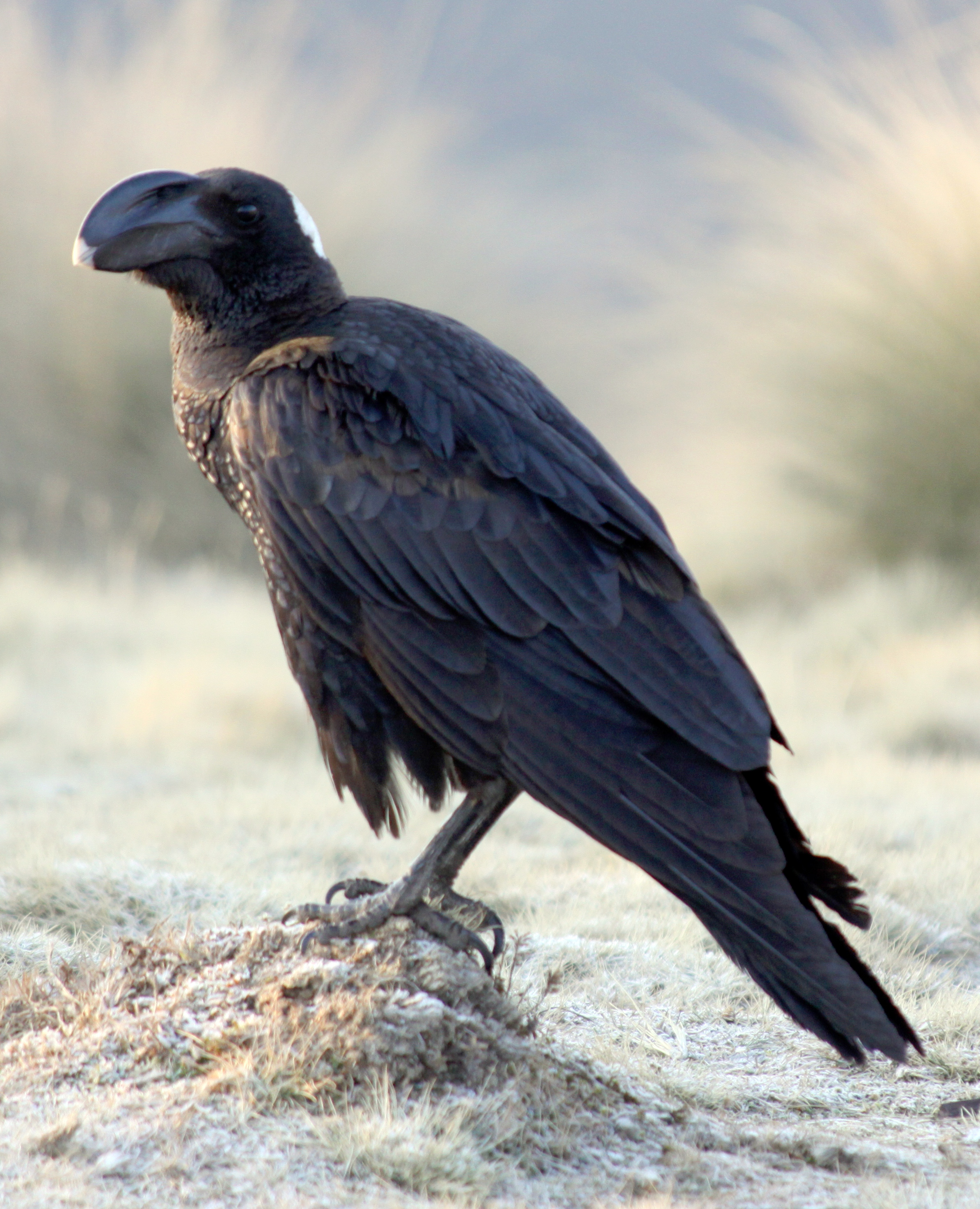
Corb cu cioc gros
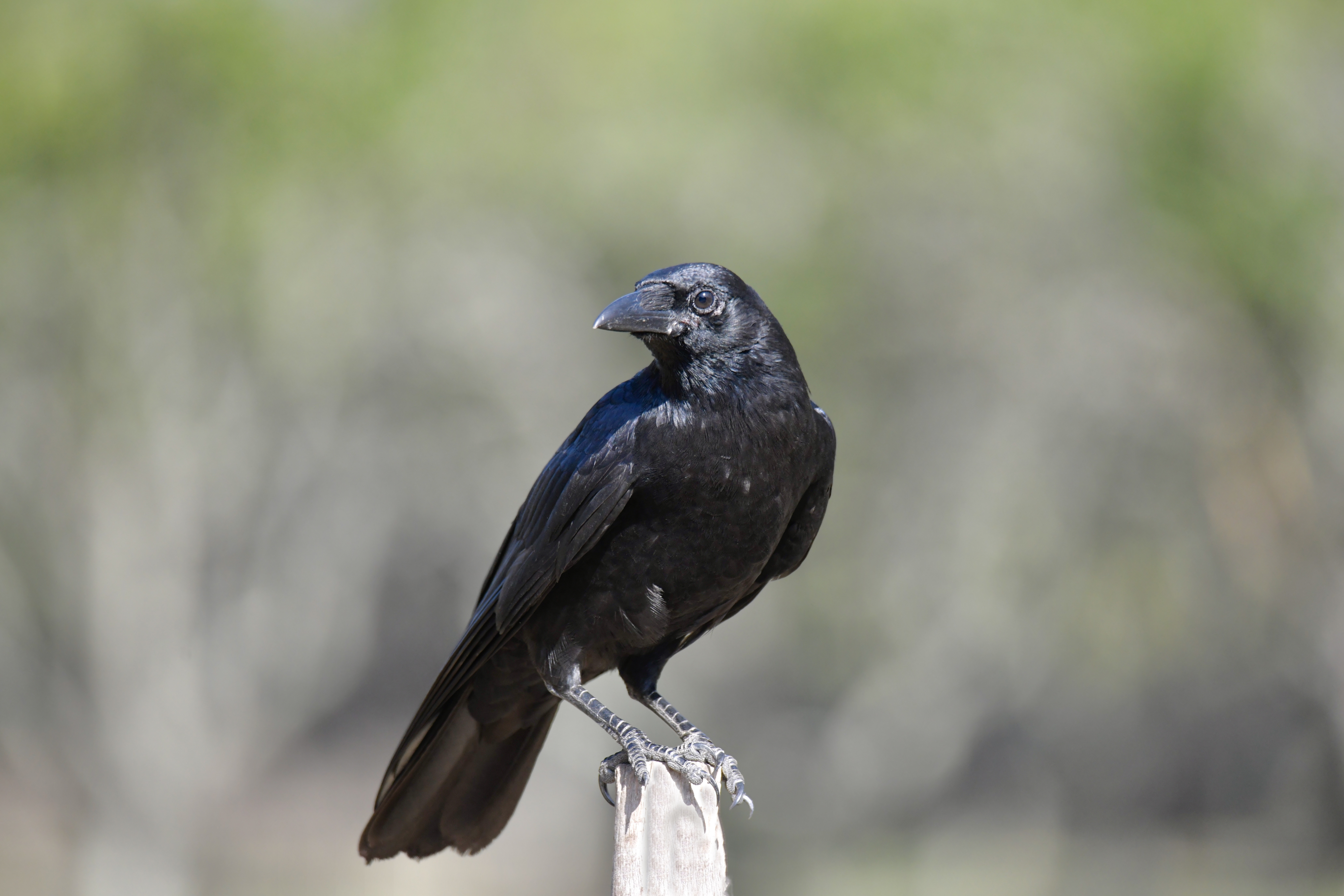
Cioară neagră
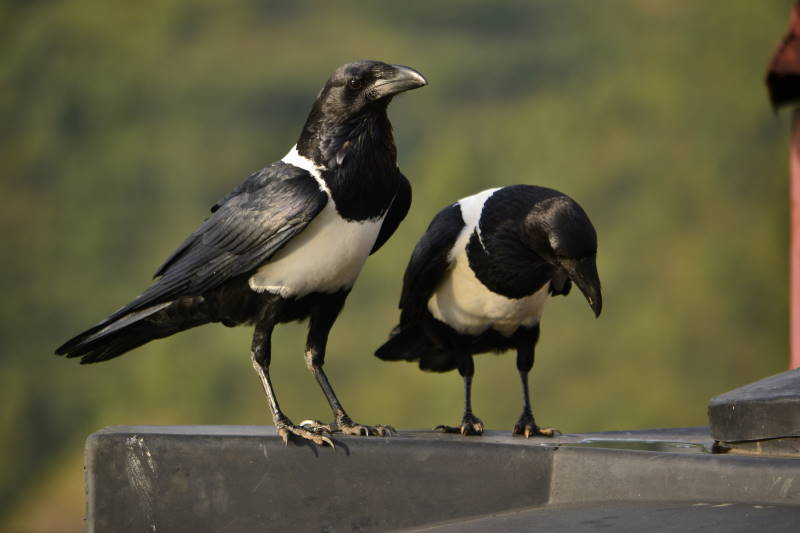
Corb cu burtă albă
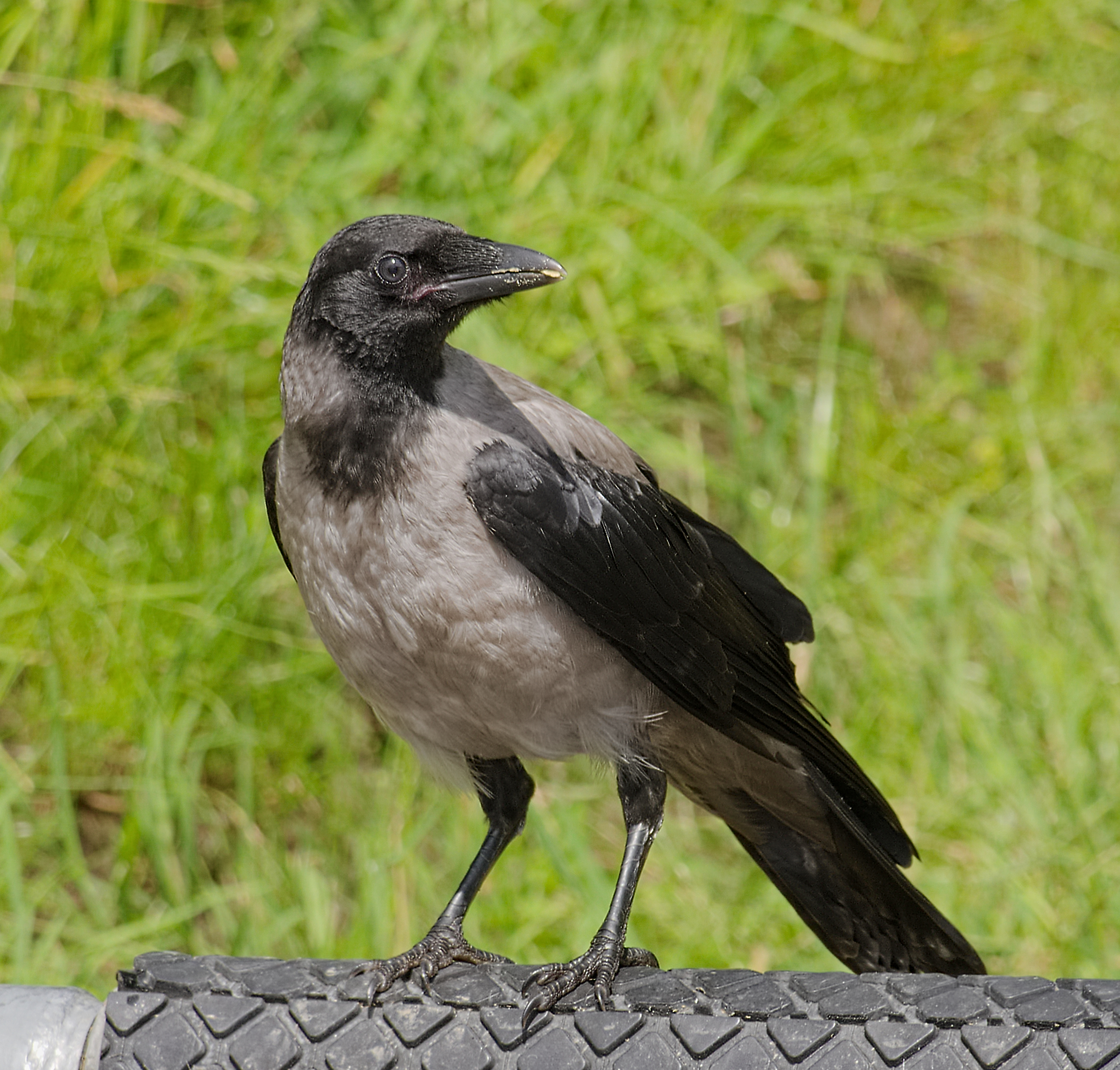
Cioară grivă
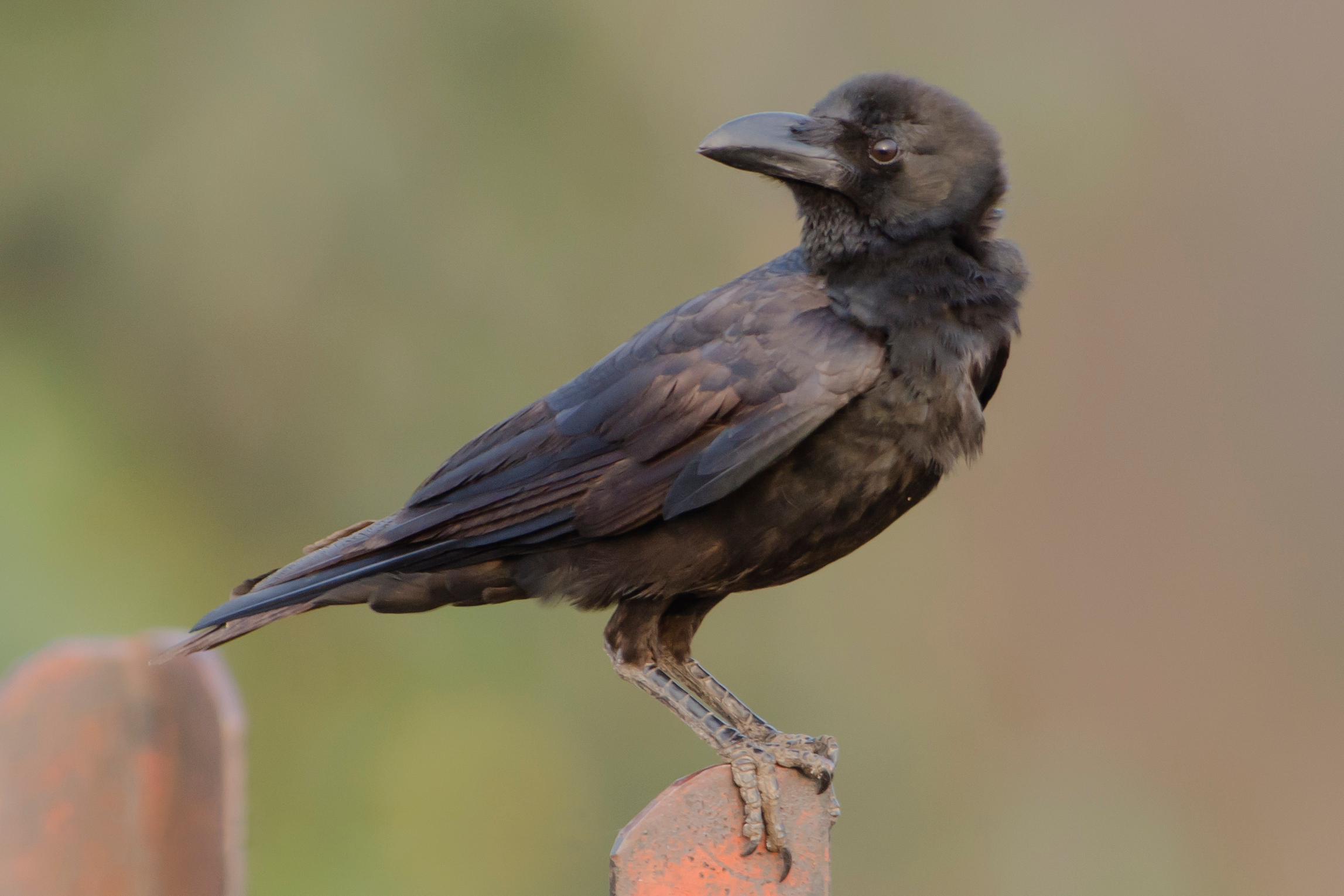
Corb indian
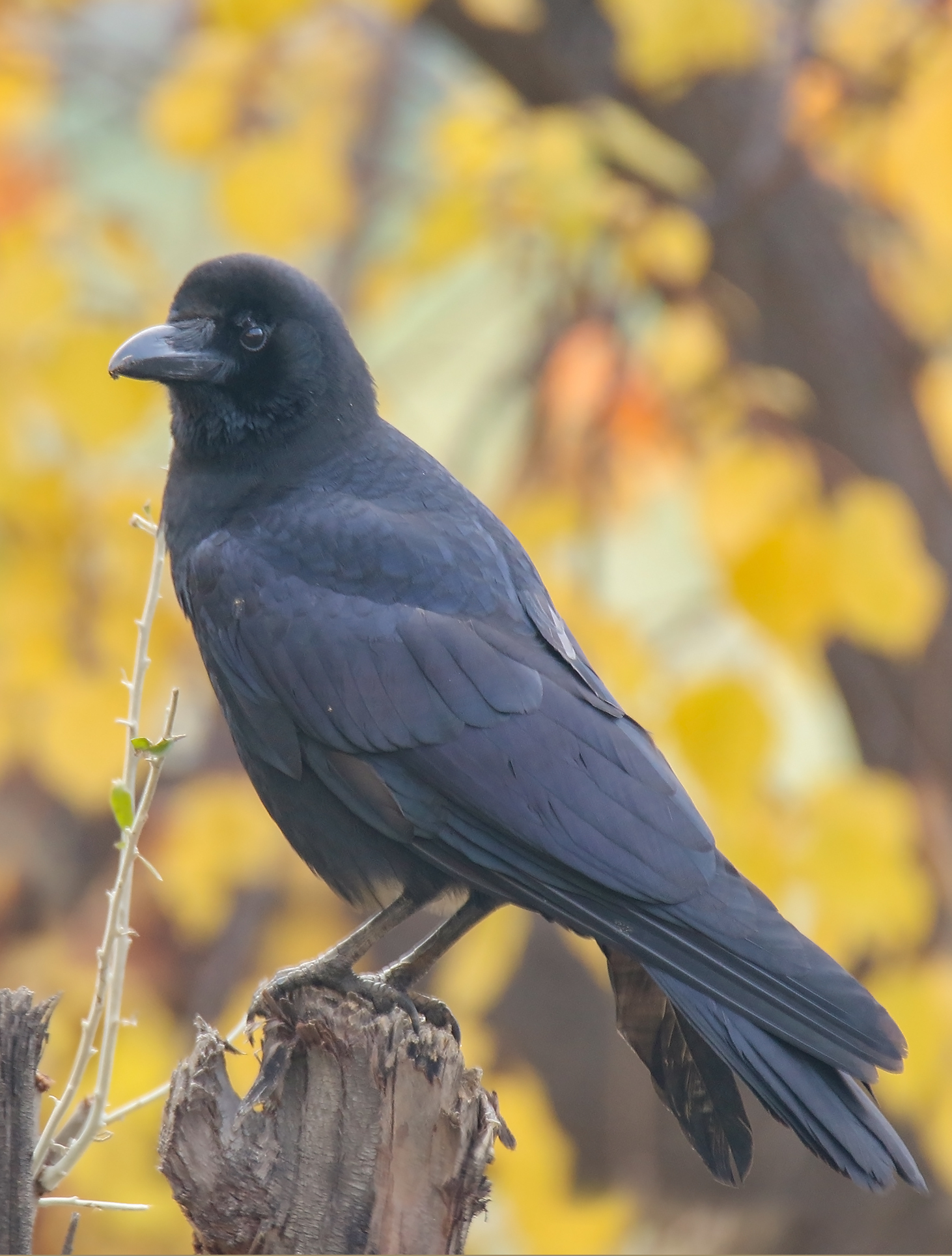
Cioară cu cioc mare
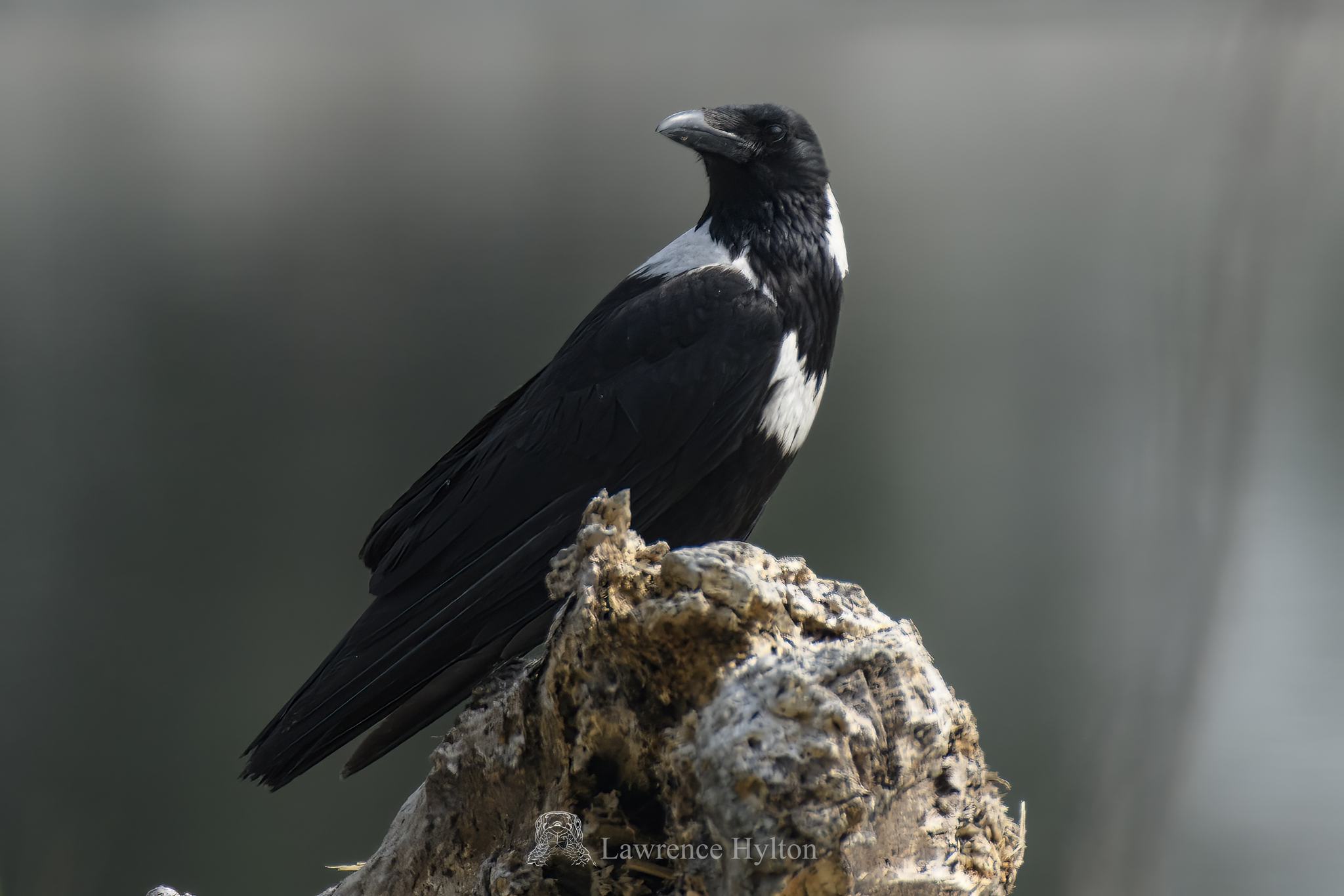
Cioară gulerată
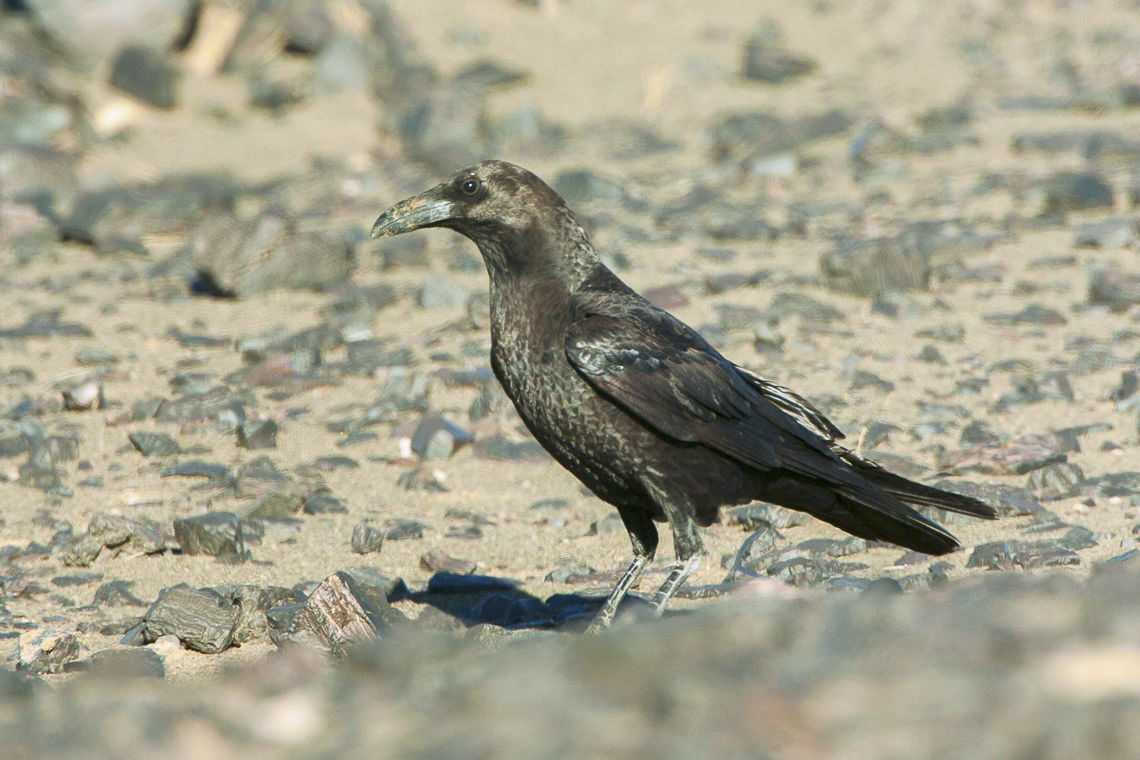
Corb cu gât maroniu
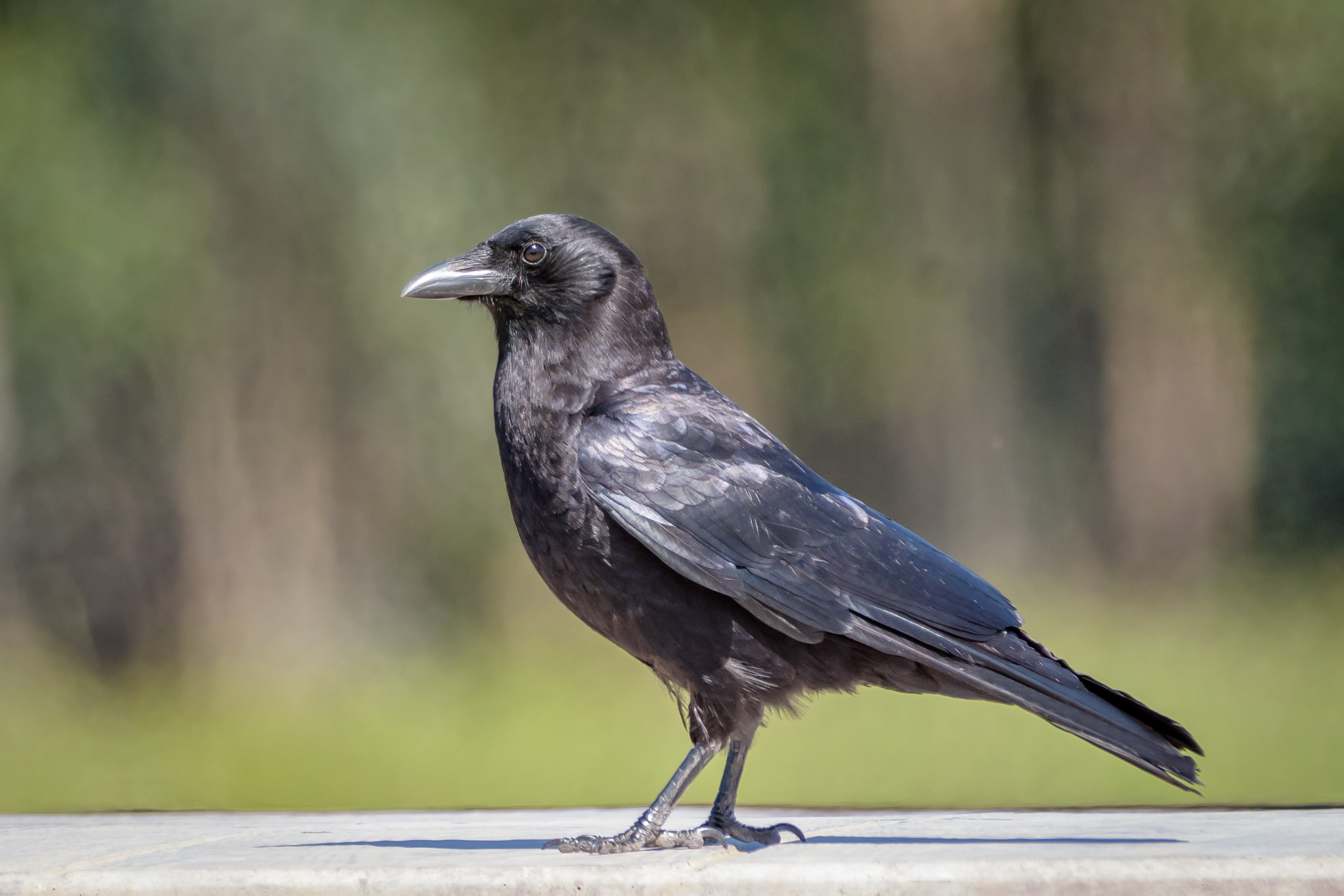
Cioară americană

## Comportament
Ciorile se adună în grupuri mari, numărând între 200 și zeci de mii de indivizi, în timpul lunilor fără reproducere, în special iarna. Aceste adunări tind să aibă loc în apropierea unor surse mari de hrană, cum ar fi gropile de gunoi și centrele comerciale. Sunt înregistrate nenumărate incidente în care corvidele se joacă. Mulți consideră jocul drept o calitate esențială a animalelor inteligente.

### Căutarea hranei
Împreună cu alte păsări, se știe că corbii se asociază cu alte animale, cum ar fi coioții și lupii. Aceste asocieri sunt legate de hrănire și vânătoare. Corbii își folosesc strigătele pentru a anunța aceste animale când se apropie o pradă rănită. Această interacțiune este mai vizibilă iarna, când corbii sunt asociați cu haitele de lupi aproape 100% din timp. Ca urmare a acestei legături, au fost efectuate studii privind reacția animalelor de pradă la chemarea corbului. În zonele în care corbii se asociază cu prădătorii, animalele de pradă sunt mai predispuse să plece la vânătoare după ce aud strigătul corbilor. Corbii sunt capabili să facă diferența între coioți și lupi și au arătat o preferință pentru lupi. Acest lucru se poate datora faptului că lupii ucid o pradă mai mare. Atunci când vânează, corbii pot localiza animalele rănite, precum elanul, și pot chema lupii pentru a le ucide. Uneori, corbii se asociază cu lupii chiar și atunci când nu există nicio carcasă și pot fi chiar văzuți formând relații cu aceștia. Acest lucru include joaca cu puii folosind bețe, cigulindu-le cozile sau zburând în jurul lor.
Corbii au fost văzuți mai ales printre haitele de lupi care călătoresc, mai degrabă decât printre lupii care se odihnesc, probabil din cauza probabilității mai mari de a găsi hrană. De asemenea, se știe că au încredere în lupii din haita pe care o urmează; atunci când întâlnesc o carcasă ucisă de alte animale decât lupii, se tem mai mult să mănânce din ea. Această relație simbiotică dintre corbi și lupi se dovedește a fi mutualistă; corbii ajută lupii să găsească prada, iar atunci când lupii o ucid, corbii pot mânca și ei. Totuși, această relație nu este lipsită de defecte. Uneori, corbii pot mânca mai mult din pradă decât lupul. Această problemă a fost, de asemenea, legată de mărimea haitei de lupi, unii cercetători sugerând că unul dintre motivele pentru care lupii vânează în haite mai mari este pentru ca corbii (și alți necrofagi) să primească mai puțină hrană.

### Inteligență
Ca grup, ciorile prezintă exemple remarcabile de inteligență. Cărțile de istorie naturală din secolul al XVIII-lea relatează o anecdotă deseori repetată, dar nedovedită, despre „ciorile numărătoare” – mai precis o cioară a cărei capacitate de a număra până la cinci (sau patru în unele versiuni) este stabilită printr-o capcană logică pusă de un fermier. Ciorile și corbii obțin adesea scoruri foarte mari la testele de inteligență. Anumite specii ocupă primele locuri pe scara IQ-ului aviar.
S-a constatat că stăncuța și coțofana eurasiatică au un nidopallium de aproximativ aceeași dimensiune relativă ca neocortexul funcțional echivalent la cimpanzei și oameni și semnificativ mai mare decât cel găsit la giboni.
Ciorile au demonstrat capacitatea de a distinge oameni individuali prin recunoașterea trăsăturilor faciale. De asemenea, dovezile sugerează că acestea sunt unul dintre puținele animale non-umane, alături de insecte precum albinele sau furnicile, capabile să comunice despre lucruri care nu sunt prezente imediat, spațial sau temporal.
În parcul Gumyoji din Yokohama, Japonia, ciorile au demonstrat capacitatea de a activa fântânile publice și de a regla debitul de apă la niveluri adecvate pentru scăldat sau băut.